# Relation de sécurité intérieure entre la France et la Géorgie
La relation de sécurité intérieure entre la France et la Géorgie est née avec les premiers échanges diplomatiques entre les deux royaumes au XVe siècle, néanmoins elle a commencé à prendre dimension au XIXe siècle avec les quelques opposants géorgiens à l’Empire russe, parfois révolutionnaires, réfugiés sur le territoire français. 

## XXesiècle
L’invasion du territoire de la République démocratique de Géorgie par l’Armée rouge le 11 février 1921 et l’accueil à  Leuville-sur-Orge  de parlementaires géorgiens et de membres du gouvernement géorgien en 1922 déterminent la présence d’agents secrets géorgiens sur le territoire français, parfois soupçonnés d’être des agents doubles au profit de puissances étrangères (URSS, Allemagne, Japon, …) ou parfois apparaissant au grand jour : les services de contre-espionnage français ont ainsi, avant la Seconde Guerre mondiale ,et après, à suivre ou à utiliser leurs agissements. 

## XXIesiècle

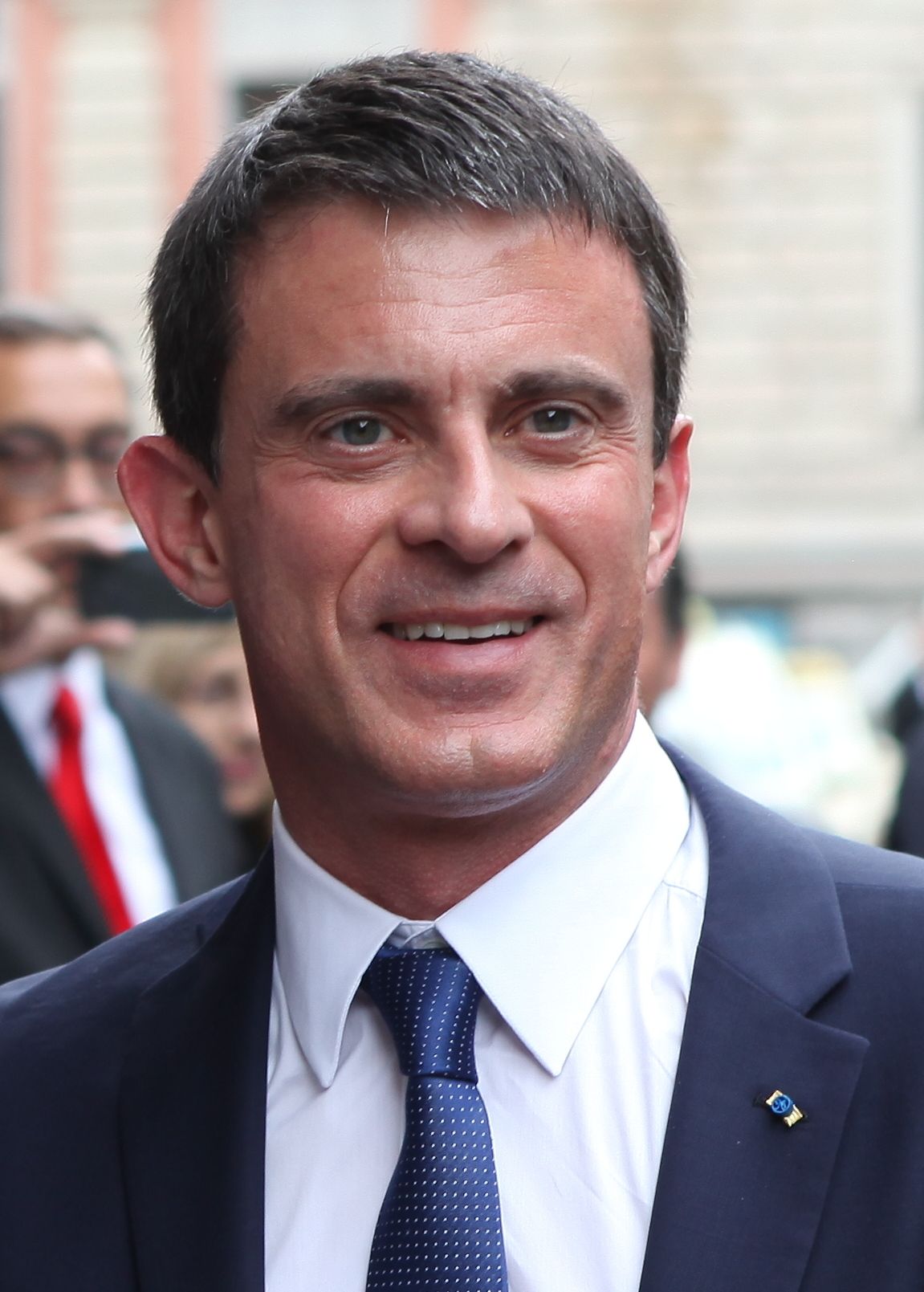
Manuel Valls, ministre de l'Intérieur en 2013

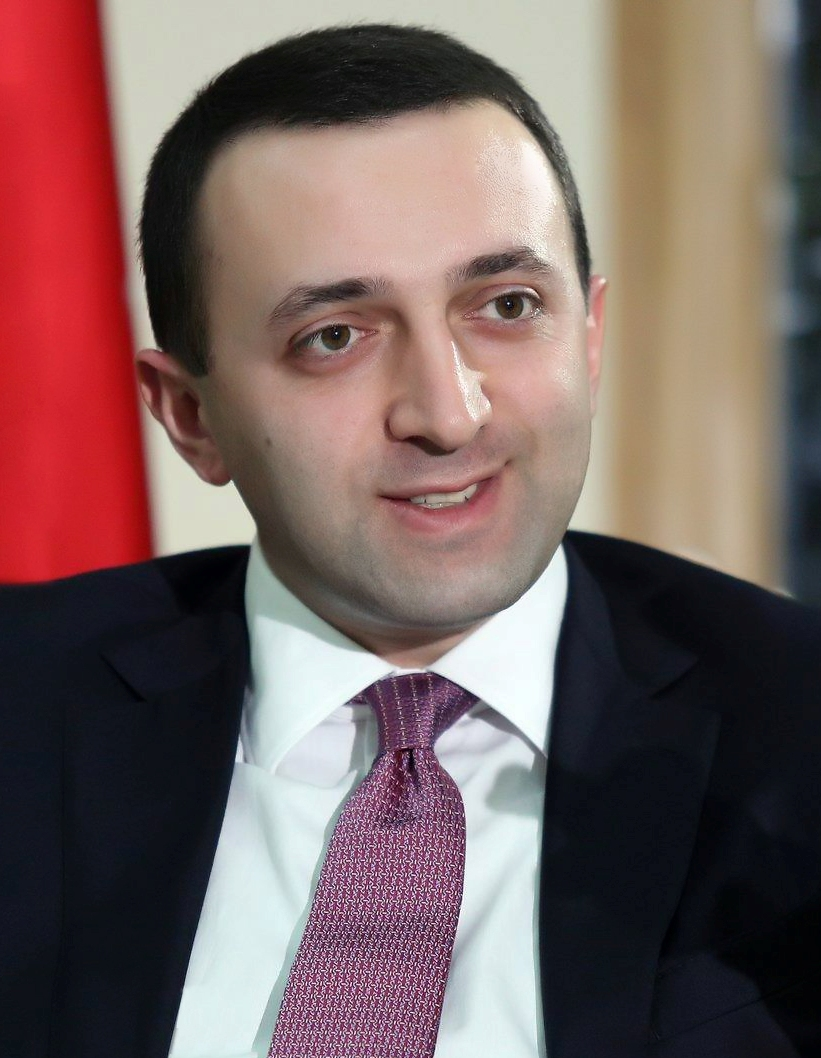
Irakli Garibachvili, ministre de l’Intérieur en 2013

À partir des années 2000, après le retour à l’indépendance de la Géorgie, les problématiques évoluent : la présence du crime organisé géorgien sur le territoire français s’accentue année après année. Dès 2002,  l'Ambassade de France en Géorgie  crée  un service — placé sous la tutelle du ministère français de l'Intérieur — chargé d'assurer l'interface entre les institutions policières françaises et leurs homologues géorgiens. Au-delà de la coopération institutionnelle et technique, ce service traite 24 heures sur 24 en termes, sept jours sur 7 de coopération opérationnelle, ordre public, lutte contre la criminalité organisée (Vory v zakone), lutte contre les stupéfiants, protection des personnalités, questions migratoires et sécurité civile, thèmes auxquels s'est rajouté plus récemment la lutte contre la cybercriminalité.
Les concertations politiques se multiplient à partir des années 2010 ; le 11 novembre 2013, les ministres de l’Intérieur français, Manuel Valls, et géorgien, Irakli Garibachvili, s’entretiennent  ; le 29 mars 2016 les ministres de l’Intérieur français, Bernard Cazeneuve, et géorgien, Guiorgui Mguebrichvili, s’entretiennent à leur tour ; le 4 juillet 2018, les ministres de l’intérieur français, Gérard Collomb, et géorgien, Giorgi Gakharia ajoutent officiellement à leur ordre du jour le sujet des enjeux de l’immigration irrégulière. En effet, l’exemption des visas court séjour dans l’espace Schengen pour les citoyens géorgiens a augmenté le nombre de Géorgiens en situation irrégulière en France ainsi que le nombre de demandeurs d’asile géorgiens,.